# Nassaulaan (Baarn)
De Nassaulaan is een laan in Baarn, in de Nederlandse provincie Utrecht.
De laan was vroeger een bospad onderdeel van de sterrenbossen van De Eult. Op de kruising met de huidige Wittlaan lag destijds een rotonde. De weg eindigde op een rotonde die op het hoogste punt van Baarn lag. Dit punt vormde het richtpunt van de hoofdas van landgoed De Eult. De Nassaulaan verbindt de Wilhelminalaan met de Nieuw Baarnstraat. Na de aanleg van het Wilhelminapark (na 1880) is de Nassaulaan tussen 1885 en 1900 bebouwd en kreeg de verharde laan verbinding met de Wilhelminalaan. 
De bebouwing van de klinkerlaan bestaat voor het grootste deel uit enkele en dubbele villa's. Opvallend is dat panden aan de eerder bebouwde zuidzijde meest blauwe dakpannen hebben, die aan de noordzijde meest rode dakpannen. De oude eiken en kastanjes aan de laan zijn nog geplant door tuinarchitect Copijn. Copijn was destijds ook eigenaar van de bomen, die in 1899 werden overgenomen door de gemeente. 